# Bubbio
Bubbio (Bube o Bubi en piemontès) és un municipi situat al territori de la província d'Asti, a la regió del Piemont (Itàlia).
Limita amb els municipis de Canelli, Cassinasco, Cessole, Loazzolo, Monastero Bormida i Roccaverano.

## Galeria fotogràfica

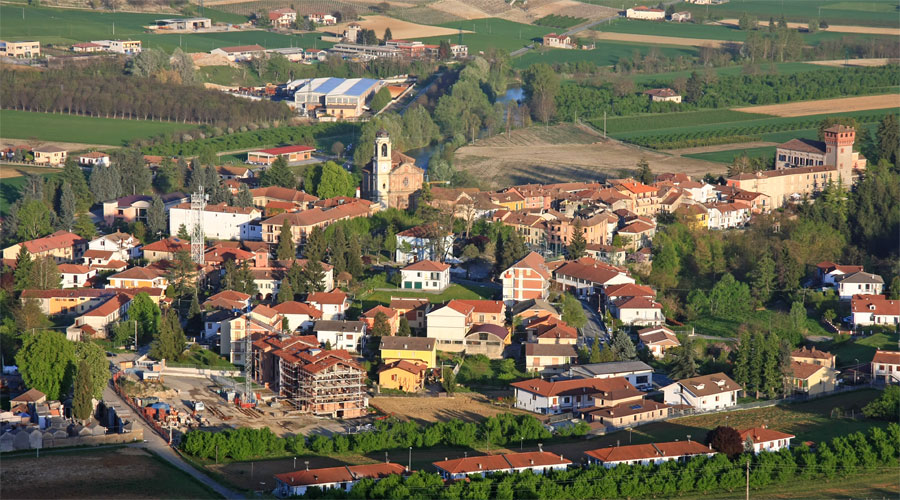
Panorama
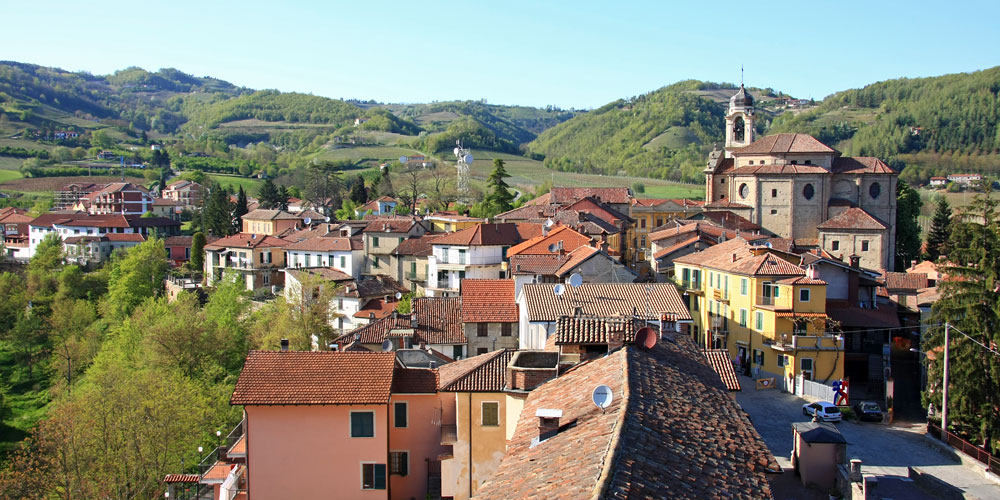
Vista del poble